# Quizá nos lleve el viento al infinito
Quizá nos lleve el viento al infinito es una novela de Gonzalo Torrente Ballester, publicada en 1984 por Plaza & Janés.

## Argumento
Gonzalo Torrente Ballester nos da de nuevo, a través de una parodia de la novela de espías, una versión del personaje múltiple y de los mitos de su tiempo: en el Berlín de la guerra fría las grandes potencias se ven superadas por las acciones del Maestro Cuyas Huellas se Pierden en la Niebla, una especie de agente doble –o triple... o múltiple...– cuya tarea es ordenar el caos que domina ese tiempo. El espía, como no podía ser de otra manera, se enamora de Irina Tchernova, una agente soviética, quien tampoco es lo que parece.